# Mount Humble
Mount Humble ist mit 1450 m der höchste Berg der Raggatt Mountains im ostantarktischen Enderbyland.
Kartiert wurde er anhand von Luftaufnahmen, die 1956 im Rahmen der Australian National Antarctic Research Expeditions entstanden. Das Antarctic Names Committee of Australia (ANCA) benannte ihn nach John E. Humble, Strahlungsphysiker auf der Mawson-Station im Jahr 1960.